# Diócesis de Banmaw
La diócesis de Banmaw (en latín: Dioecesis Banmaven(sis) y en birmano: ဗန်းမော်သာသနာ) es una circunscripción eclesiástica latina de la Iglesia católica en Birmania, sufragánea de la arquidiócesis de Mandalay. La diócesis tiene al obispo Raymond Sumlut Gam como su ordinario desde el 28 de agosto de 2006.

## Territorio y organización
La diócesis tiene 10 742 km² y extiende su jurisdicción sobre los fieles católicos de rito latino residentes en el distrito de Bhamo en el estado Kachin.
La sede de la diócesis se encuentra en la ciudad de Bhamo (también llamada Banmaw), en donde se halla la Catedral de San Patricio.
En 2018 en la diócesis existían 13 parroquias.

## Historia
La diócesis fue erigida el 28 de agosto de 2006 con la bula Venerabiles Fratres del papa Benedicto XVI, obteniendo el territorio de la diócesis de Myitkyina.

## Estadísticas
De acuerdo al Anuario Pontificio 2019 la diócesis tenía a fines de 2018 un total de 32 140 fieles bautizados.
| Año                                                                             | Población            | Población | Población      | Sacerdotes | Sacerdotes    | Sacerdotes    | Bautizados por sacerdote | Diáconos permanentes | Religiosos | Religiosos | Parroquias |
| Año                                                                             | Bautizados católicos | Total     | % de católicos | Total      | Clero secular | Clero regular | Bautizados por sacerdote | Diáconos permanentes | Varones    | Mujeres    | Parroquias |
| ------------------------------------------------------------------------------- | -------------------- | --------- | -------------- | ---------- | ------------- | ------------- | ------------------------ | -------------------- | ---------- | ---------- | ---------- |
| 2006                                                                            | 26 070               | 453 546   | 5.7            | 13         | 13            |               | 2005                     |                      | 6          | 40         | 10         |
| 2012                                                                            | 30 829               | 341 693   | 9.0            | 21         | 21            |               | 1468                     |                      | 6          | 35         | 13         |
| 2015                                                                            | 30 010               | 342 293   | 8.8            | 19         | 18            | 1             | 1579                     |                      | 8          | 57         | 13         |
| 2018                                                                            | 32 140               | 380 755   | 8.4            | 25         | 23            | 2             | 1285                     |                      | 9          | 61         | 13         |
| Fuente: Catholic-Hierarchy, que a su vez toma los datos del Anuario Pontificio. |                      |           |                |            |               |               |                          |                      |            |            |            |

## Episcopologio
- Raymond Sumlut Gam, desde el 28 de agosto de 2006